# (4189) Sayany
(4189) Sayany ist ein Hauptgürtelasteroid, der am 22. September 1979 von Nikolai Stepanowitsch Tschernych vom Krim-Observatorium aus entdeckt wurde.
Der Asteroid wurde nach dem Sajangebirge benannt.